# Борго Сиса (Равена)
Борго Сиса је насеље у Италији у округу Равена, региону Емилија-Ромања.
Према процени из 2011. у насељу је живело 106 становника. Насеље се налази на надморској висини од 14 м.